# Korkonterpeton
Korkonterpeton („plaz z Krkonoš“) je dávno vyhynulý rod temnospondylního obojživelníka, žijícího v období spodního (raného) permu na území dnešní České republiky. Zkamenělinu objevil český paleontolog Stanislav Štamberg.

## Objev a popis
Fosilie tohoto mladoprvohorního obojživelníka (sbírkové označení MEBHK-P 82447) byly objeveny roku 2014 v okolí obce Arnultovice nedaleko Vrchlabí v Podkrkonoší - odtud jeho rodové jméno, odkazující právě k pohoří Krkonoše. Fosilie byly objeveny v sedimentech geologického souvrství Prosečné a pocházejí z období geologického stupně Assel (stáří 298,9 až 293,5 miliony let). Objevena byla poměrně dobře dochovaná lebka, čelisti i postkraniální kostra (včetně podstatné části obratlů a žeber). Lebka je dlouhá 15,7 cm a celková délka těla korkonterpetona tak mohla činit zhruba 1 metr. Jednalo se pravděpodobně o dospělý a plně dorostlý exemplář.
Jednalo se především o vodní obratlovce, charakterizované sploštělým tělem, drobnými a slabými končetinami a ostrými jehlicovitými zuby ve sploštělých okrouhlých čelistech. Šlo o dravce, lapajícího do svých širokých ozubených čelistí drobné vodní obratlovce, nejspíše pak ryby. Je možné, že v mnoha ekologických ohledech se Korkonerpeton podobal pozdějším triasovým obojživelníkům, jako byl například triasový rod Metoposaurus.
Druh Korkonterpeton kalnense byl formálně popsán v roce 2020. Druhové jméno kalnense odkazuje ke kalenskému obzoru (sedimenty dávného vysychajícího jezera), nacházejícího se přímo v lokalitě objevu.
Vývojově příbuznými rody jsou například taxony Cheliderpeton, Glanochthon a vzdáleněji pak Intasuchus.